# Вересневое
Вересневое (укр. Вересневе) — село в Великоомелянской сельской общине Ровненского района Ровненской области Украины.
Население по переписи 2001 года составляло 440 человек. Почтовый индекс — 35360. Телефонный код — 362. Код КОАТУУ — 5624682003.